# Athis pinchoni
Athis pinchoni is een vlinder uit de familie Castniidae. De wetenschappelijke naam van de soort is als Castnia (Athis) pinchoni voor het eerst geldig gepubliceerd in 2003 door Jacques Pierre.
De soort is endemisch voor Martinique